# كونيو هيرماتسو
كونيو هيرماتسو هو مذيع ‏ وسياسي ياباني، ولد في 15 نوفمبر 1948 في أماغاساكي في اليابان. انتخب mayor of Osaka ‏ (19 ديسمبر 2007 – 18 ديسمبر 2011).

## وصلات خارجية
- الموقع الرسمي